# Aleixo Branas
Aleixo Branas ou Vranas (em grego: Ἀλέξιος Βρανᾶς; m. 1187) foi um nobre e um líder militar bizantino do final do século XII.

## História
Aleixo estava duplamente ligado á família comneno. Ele era filho de Miguel Branas e de Maria Comnena, que era sobrinha-neta de Aleixo I Comneno. Ele próprio se casou com Ana Vatatzena, a sobrinha de Manuel I Comneno e sua irmã, Teodora, era amante de Manuel.
Branas era um dos poucos generais que nunca se rebelaram contra Andrônico I Comneno, que recompensou sua lealdade alçando-o ao prestigioso título de protosebasto. Branas liderou diversas campanhas vitoriosas em nome do imperador contra as forças de Béla III da Hungria em 1183, contra uma revolta contra Andrônico liderada por Isaac e Aleixo Ângelo em 1184 e contra invasores normandos sob Guilherme II da Sicília em 1185 (Batalha de Demetritzes).
Em 1187, logo após a ascensão de Isaac II Ângelo, Branas foi enviado para conter a revolta valáquio-búlgara. Desta vez ele se rebelou, mas foi derrotado por Conrado de Monterrato, o cunhado do imperador, que comandava o centro das forças imperiais na batalha. Branas conseguiu ferir Conrado, mas foi, mesmo assim, derrubado de seu cavalo por ele, com a lança atingindo a proteção lateral de seu elmo. Branas foi então decapitado pelos soldados de Conrado. Sua cabeça foi levada para o palácio imperial, onde foi tratada como sendo uma bola até ser finalmente enviada para sua esposa, Ana, que (de acordo com o historiador Nicetas Coniates) reagiu com bravura à grotesca visão.
Foi provavelmente após a sua morte que seu filho, Teodoro Branas, se tornou o amante da imperatriz-mãe Ana: eles estavam juntos em 1193 de acordo com o cronista ocidental Alberico de Trois-Fontaines. Aleixo Branas também teve uma filha, provavelmente chamada de Eudóxia, que se casou com Isaac Ângelo, filho do sebastocrator João Ducas.